# Herbitzheim
Herbitzheim – miejscowość i gmina we Francji, w regionie Grand Est, w departamencie Dolny Ren.
Według danych na rok 1990 gminę zamieszkiwały 1894 osoby, 87 os./km².